# LAV Madrid-Sevilla
La LAV Madrid-Sevilla és una línia d'alta velocitat propietat d'Adif que uneix les ciutats de Madrid i Sevilla, amb tres parades intermèdies a Ciudad Real, Puertollano i Còrdova. Disposa d'un tram comú amb la LAV Madrid-Toledo i està connectada amb la LAV Còrdova-Màlaga, a través de la qual permet els serveis Màlaga-Sevilla. Forma part del projecte Nou Accés Ferroviari a Andalusia.
Va ser la primera línia d'alta velocitat a construir-se a Espanya i es va inaugurar l'any 1992 coincidint amb la Expo a Sevilla.

## Història

### Orígens i construcció
Des de mitjans del segle xix la principal connexió entre la Meseta i Andalusia s'havia realitzat a través de la línia Manzanares-Còrdova. A la dècada de 1980 la intensa circulació de trens pel pas de Despeñaperros el va convertir en un autèntic coll d'ampolla per al trànsit ferroviari cap a Andalusia, per la qual cosa es va decidir la construcció d'un accés alternatiu denominat Nou Accés Ferroviari a Andalusia (NAFA). Per l'època estava previst que la primera línia d'alta velocitat espanyola fos la Madrid-Barcelona-frontera francesa, sent el NAFA un trajecte obert a qualsevol mena de trens.
El pla original del NAFA era construir una nova línia d'ample ibèric entre Alcolea i Getafe, aprofitant per a això bona part del traçat de la històrica línia entre Madrid i Ciudad Real, i que els trens continuessin per les vies ja existents. Encara que en 1988 els treballs van arribar a iniciar-se al tram Getafe-Villaseca, poc després es va donar ordre de paralitzar les obres. El 9 de desembre de 1988 es va prendre la decisió de construir les noves línies en ample internacional (1.435 mm), inclòs el NAFA, el que convertia a aquest projecte ja en obres en una illa des de la qual els trens no podrien continuar a la resta d'Andalusia a través del ferrocarril convencional de RENFE. Per això, es va decidir continuar la línia fins a Sevilla perquè pogués ser utilitzada a l'Expo 92, i es va fer necessari construir un nou accés fins a Madrid. Així, del nou accés ferroviari s'ha passat a la línia d'alta velocitat Madrid-Sevilla.
El 2 d'octubre del 1989 es va posar el primer tram del carril de la nova línia, la construcció del qual va suposar un repte important per a l'enginyeria ferroviària espanyola. Els principals treballs es van desenvolupar a la serra d'Alcúdia i a Sierra Morena, on l'orografia era molt més complicada que a la resta del traçat. Al llarg de tota la línia —que té una longitud de 471 km— es van arribar a construir 31 viaductes i 17 túnels, excavant-se així mateix trenta-vuit milions cúbics de terra. Una altra conseqüència de la construcció del traçat va ser la necessitat de condicionar instal·lacions ferroviàries a les principals ciutats per on passava —Madrid, Ciudad Real, Puertollano, Còrdova i Sevilla—, cosa que en molts casos va suposar la construcció de noves estacions i la reorganització de la xarxa arterial ferroviària.

### Posada en servei i evolució
La línia d'alta velocitat resultant del Nou Accés Ferroviari a Andalusia es va inaugurar el 14 d'abril de 1992, coincidint amb l'Exposició Universal de Sevilla de 1992 que se celebrava a Sevilla. Una setmana després de ser inaugurada, el 21 d'abril, es va iniciar l'explotació comercial coberta per sis trajectes diaris per sentit a les ciutats de Madrid, Sevilla, Còrdova, Puertollano i Ciudad Real. A l'octubre del mateix any es va iniciar l'explotació del producte «AVE Lanzadera», que uniria Madrid amb les dues ciutats castellanomanxegues. En els seus primers temps va arribar a collir un important èxit: si el primer any de servei va transportar 1,3 milions de passatgers, el 1999 aquesta xifra va pujar fins als 5 milions de passatgers.
El gener de 1993 es va inaugurar el «Talgo 200 Madrid–Màlaga», que unia les dues ciutats amb la infraestructura pròpia d'alta velocitat fins a Còrdova, des d'on s'assoleix Màlaga a través del traçat històric després de canviar l'amplada a Còrdova. El 23 d'abril del mateix any es va assolir el rècord de velocitat ferroviària a Espanya amb 356,8 km/h aconseguits per la branca AVE S100-15. A mitjan any s'inauguren els serveis «Talgo 200 Madrid-Cadis» i «Talgo 200 Madrid-Huelva» mitjançant l'ús de trens d'amplada mixta que canviaven la seva amplada al canviador de Majarabique. El 1994 es va iniciar l'explotació comercial a 300 km/h als serveis AVE de llarga distància, reduint-se en 40 minuts la durada del trajecte entre Madrid i Sevilla.
RENFE va iniciar el 1999 la comercialització del servei «Talgo 200 Madrid-Algesires». Durant els anys següents es va reordenar la planificació de l'alta velocitat a Espanya i es potencien algunes obres ja en marxa. En aquest sentit, els serveis de Talgo 200 «Madrid-Cadis», «Madrid-Huelva» i «Madrid-Algesires» es van traspassar a Grans Línies Renfe el 2003, anomenant-se com Altària. Es projecta la construcció de la LAV Còrdova-Màlaga, per poder portar el tren d'alta velocitat a la Costa del Sol, traçat que va entrar en servei el 2007.
El gener de 2005, amb la divisió de l'antiga RENFE a Renfe Operadora i Adif, la línia va passar a dependre d'aquesta última.
El març de 2014 es va inaugurar entre Puertollano i Còrdova la nova estació de Villanueva de Córdoba-Los Pedroches, que dóna servei d'alta velocitat a Villanueva de Córdoba i la seva comarca. El maig de 2020 es va reactivar el procés d'instal·lació del sistema ERTMS, amb un període estimat de transició al nou sistema d'uns 52 mesos.

## Serveis
| Tren                   | <<                      | >>                    | Parades intermèdies | Material  | Observacions                                   |
| ---------------------- | ----------------------- | --------------------- | --- | --------- | ---------------------------------------------- |
| AVE                    | Madrid Puerta de Atocha | Sevilla Santa Justa   | Ciudad Real Puertollano Córdoba | S100      | 2 h 35 min                                     |
| AVE                    | Madrid Puerta de Atocha | Sevilla Santa Justa   | Córdoba | S100      | 2 h 30 min                                     |
| AVE                    | Madrid Puerta de Atocha | Sevilla Santa Justa   | sense parades | S100      | 2 h 20 min                                     |
| AVE                    | Madrid Puerta de Atocha | Málaga María Zambrano | Ciudad Real Puertollano Córdoba Puente Genil-Herrera Antequera Santa Ana                                                                         | S102/S103 | 2 h 50 min                                     |
| AVE                    | Madrid Puerta de Atocha | Málaga María Zambrano | Córdoba | S102/S103 | 2 h 40 min                                     |
| AVE                    | Madrid Puerta de Atocha | Málaga María Zambrano | sense parades | S102/S103 | 2 h 30 min                                     |
| AVE                    | Barcelona-Sants         | Sevilla Santa Justa   | Camp de Tarragona Lleida Pirineus Zaragoza-Delicias Madrid Puerta de Atocha Ciudad Real Puertollano Córdoba                                      | S103      | 5 h 30 min per LAV Madrid-Barcelona i NAFA     |
| AVE                    | Barcelona-Sants         | Málaga María Zambrano | Camp de Tarragona Zaragoza-Delicias Madrid Puerta de Atocha Ciudad Real Puertollano Córdoba Puente Genil-Herrera Antequera Santa Ana             | S103      | 5 h 30 min per LAV Madrid-Barcelona i NAFA     |
| Avant                  | Madrid Puerta de Atocha | Puertollano           | Ciudad Real | S104      | 53 min                                         |
| Avant                  | Madrid Puerta de Atocha | Toledo                | sense parades | S104      | 30 min                                         |
| Avant                  | Sevilla Santa Justa     | Málaga María Zambrano | Córdoba Puente Genil-Herrera Antequera Santa Ana                                                                                                 | S104      | 1 h 55 min                                     |
| Trens mixts UIC-Ibèric |                         |                       | |           |                                                |
| Alvia                  | Madrid Puerta de Atocha | Cádiz                 | Ciudad Real Puertollano Córdoba Sevilla Santa Justa Jerez de la Frontera Pto. de Santa María San Fdo.-Bahía Sur                                  | S130      | 4 h 23 min canvi d'ample a Majarabique         |
| Alvia                  | Madrid Puerta de Atocha | Huelva                | Córdoba La Palma del Condado | S130      | 3 h 45 min canvi d'ample a Majarabique         |
| Altaria                | Madrid Puerta de Atocha | Algeciras             | Ciudad Real Puertollano Córdoba Antequera Santa Ana Ronda                                                                                        | Talgo VII | 5 h 25 min canvi d'ample a Antequera Santa Ana |
| Altaria                | Madrid Puerta de Atocha | Granada               | Ciudad Real Puertollano Córdoba Antequera Santa Ana Antequera Loja                                                                               | Talgo VII | 4 h 35 min canvi d'ample a Antequera Santa Ana |
| Avant                  | Cádiz                   | Jaén                  | San Fernando-Bahía Sur Puerto de Santa María Jerez de la Frontera Lebrija Dos Hermanas Sevilla Santa Justa Córdoba Villa del Río Andújar Espeluy | S121      | 4 h 08 min                                     |